# گئورگ گریگوریان (نقاش)
گئورگ استپانی گریگوریان (جوتو) (ارمنی: Գևորգ Ստեփանի Գրիգորյան (Ջոտտո)؛ زاده ۱۲ نوامبر ۱۸۹۷ - درگذشته ۲۳ نوامبر ۱۹۷۶) نقاش اهل ارمنستان بود.

## زندگی‌نامه
وی در ۲۴ نوامبر [سبک قدیمی: ۱۲ نوامبر] ۱۸۹۷ در تفلیس به دنیا آمد و از وتماس (۱۹۲۳) فارغ‌التحصیل گشت. وی عضو هایراتون بود. وی همچنین برنده جوایزی همچون نقاش شایسته ارمنستان شوروی شد. وی در ۲۳ نوامبر ۱۹۷۶ در سن ۷۹ سالگی در ایروان درگذشت.